# Ficedula bonthaina
Ficedula bonthaina là một loài chim trong họ Muscicapidae.